# Frederik Holger Falkenberg
Frederik Holger Falkenberg (30. september 1852 i København – 1. juli 1923) var en dansk skovrider og hofjægermester, bror til Einar Falkenberg.
Han var søn af oberst Gustav Adolf Falkenberg og hustru, var jagtjunker og skovrider først i Stenderup, siden for 2. Kronborgske Skovdistrikt med sæde på Valdemarslund i Gurre. 1. december 1922 gik han på pension og fik samtidig Dannebrogsmændenes Hæderstegn. Han var Ridder af Dannebrog og bar en række udenlandske ordener.
Han ægtede 17. juni 1887 i Hillerød Kirke Helene Marie Gulstad (12. marts 1847 i Ottensen – 21. december 1930 i Hillerød), datter af major Frederik Moritz Emil Gulstad og Therese Gehrt.